# Zelotes natalensis
Zelotes natalensis este o specie de păianjeni din genul Zelotes, familia Gnaphosidae, descrisă de Clarence Mitchell Tucker în anul 1923. Conform Catalogue of Life specia Zelotes natalensis nu are subspecii cunoscute.